# Macelognathus
Macelognathus is een geslacht van uitgestorven sphenosuchide Crocodylomorpha uit het Laat-Jura. Oorspronkelijk werd aangenomen dat het een schildpad was en later een dinosauriër. Het leefde in wat nu Wyoming is, in Noord-Amerika.
De typesoort Macelognathus vagans werd in 1884 beschreven door Othniel Charles Marsh als een mogelijke verwant van de schildpadden op basis van een gedeeltelijke kaak uit de Morrison-formatie uit het Laat-Trias van Como Bluff, Wyoming. De geslachtsnaam betekent 'omheinde kaak' in het Grieks. De soortaanduiding betekent 'zwervend' in het Latijn. Het holotype is YPM 1415, een paar onderkaken gevonden in 1880. Marsh meldde meer van dit soort materiaal maar kon het niet thuisbrengen. Hij benoemde daarom meteen een eigen familie Macelognathidae en zelfs de orde Macelognatha.
Nadat Moodie het in 1908 naar de Dinosauria had verwezen, werd het later in 1971 door Ostrom opnieuw geclassificeerd als een krokodilachtig familielid. 
Gebaseerd op nieuw materiaal van de Morrison-formatie in Fruita, Colorado, met name de skeletten LACM 5572/150148 en LACM 4684/128271, identificeerden Göhlich et alii het als een basale crocodylomorf (Sphenosuchia) in 2005. Het wordt beschouwd als een voorbeeld van convergente evolutie, vanwege de overeenkomsten met caenagnathide dinosauriërs, waaraan het niet nauw verwant was. Het was tussen de 1,2 en 1,9 meter lang.
Het is mogelijk een jonger synoniem van Hallopus victor.